# رحلی

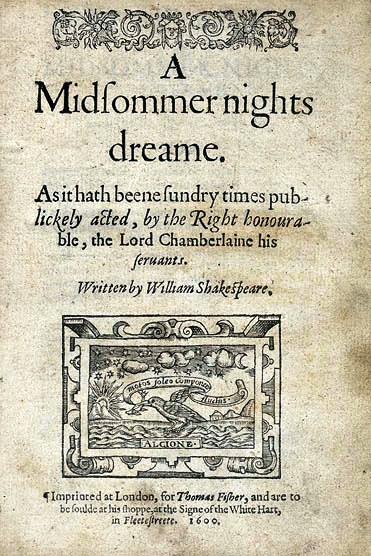
صفحه آغازین رؤیای نیمه شب تابستان

رَحلی (انگلیسی: Quarto) عنوان یک نوع از فرمت صفحه‌بندی چاپ کتاب است که معمولاً در هر طرف صفحهٔ آن ۴ ستون مطلب درج می‌گردد و اگر صفحهٔ پشت‌ورو را در نظر بگیریم، جمعاً در هر برگ ۸ ستون مطلب دارد و به‌طور خلاصه، قطع رحلی در صنعت چاپ عبارت است از کاغذ دووَرَقی با چهار صفحه. این صفحه‌بندی بیشتر برای کتاب‌های بزرگ یا رفرنس و مرجع خارجی استفاده می‌شود و این شیوه تا حدودی باعث کاهش هزینه‌های چاپ می‌گردد. کتاب‌های دیوان اشعار ایرانی معمولاً دارای صفحه‌بندی رحلی دو ستونی است.

## قطع کتاب‌ها
امروزه قطع کتاب نشان‌دهندهٔ تعداد دفعات تا شدن کاغذ در چاپخانه نیز هست که منجر به تشکیل ورق‌های کتاب می‌شود. به‌طور مثال، کاغذ دووَرَقی با چهار صفحه در قطع رحلی، چهاروَرَقی با هشت صفحه در قطع وزیری، و هشت‌ورقی با شانزده صفحه در قطع رقعی برابر است.